# Diecezja Lishui
Diecezja Lishui (łac. Dioecesis Liscioeivensis, chiń. 天主教丽水教区) – rzymskokatolicka diecezja ze stolicą w Lishui w prowincji Zhejiang, w Chińskiej Republice Ludowej. Biskupstwo jest sufraganią archidiecezji Hangzhou.

## Historia
2 lipca 1931 papież Pius XI brewe Ut ea praestemus erygował prefekturę apostolską Chuzhou. Dotychczas wierni z tych terenów należeli do wikariatu apostolskiego Ningbo (obecnie diecezja Ningbo). Misje w prefekturze powierzono kanadyjskim misjonarzom z Towarzystwa Misji Zagranicznych ze Scarboro. 18 maja 1937 zmieniono nazwę na prefektura apostolska Lishui. 13 maja 1948 została ona podniesiona do rangi diecezji.
Z 1950 pochodzą ostatnie pełne, oficjalne kościelne statystyki. Diecezja Lishui liczyła wtedy:
- 4286 wiernych (0,1% społeczeństwa)
- 13 księży (5 diecezjalnych i 8 zakonnych)
- 9 sióstr zakonnych
- 8 parafii.

Od zwycięstwa komunistów w chińskiej wojnie domowej w 1949 diecezja, podobnie jak cały prześladowany Kościół katolicki w Chinach, nie może normalnie działać. Biskup Kenneth Roderick Turner SFM został wydalony z kraju w 1953. Obecnie biskupstwo nie ma własnych struktur oficjalnych. Jest połączone z diecezją Yongjia. Być może odrębne struktury zachowano w Kościele podziemnym.

## Ordynariusze
Obaj znani ordynariusze byli Kanadyjczykami

### Prefekt apostolski
- William Cecil McGrath SFM (1932 – 1941)

### Biskupi
- Kenneth Roderick Turner SFM (1948 – 1983) od 1953, gdy został wydalony z Chin, nie miał realnej władzy
- sede vacante (być może urząd sprawował biskup(i) Kościoła podziemnego) (1983 - nadal)